# Pericoma solangensis
Pericoma solangensis är en tvåvingeart som beskrevs av Kaul 1971. Pericoma solangensis ingår i släktet Pericoma och familjen fjärilsmyggor. Inga underarter finns listade i Catalogue of Life.